# Seznam otokov v Italiji
Seznam otokov v Republiki Italiji.

## Otoki v Sredozemskem morju

### Jadransko morje
Dežela Furlanija - Julijska krajina: 
- Gradeška laguna
  - Grado
  - Barbana
  - Anfora
  - itd.

Dežela Benečija: 
- Beneška laguna
  - Murano
  - Burano
  - Torcello
  - Lido di Venezia
  - Giudecca
  - Pellestrina
  - San Lazzaro
  - Sant'Erasmo
  - San Michele
- Sant'Andrea (Benečija)
- Porto Levante

Dežela Apulija: 
- Tremitsko otočje
  - Pianosa
  - Caprara
  - San Nicola
  - San Domino

### Jonsko morje
Dežela Apulija: 
- Sant'Andrea, Jonsko morje
- Keradsko otočje
  - San Pietro
  - San Paolo

Dežela Sicilija: 
- Isola di Capo Passero
- Kiklopsko otočje

### Sredozemsko morje (odprto); Sicilsko morje?
Dežela Sicilija: 
- Sicilija
- Otočje Stagnone
- Egadsko otočje
  - Favignana
  - Marettimo
  - Levanzo
- Isola Bella
- Pelagijsko otočje
  - Lampedusa
  - Lampione
  - Linosa
- Pantelleria
- Ferdinandea

Dežela Sardinija: 
- Sardinija
- Asinara
- Otočje Sulcis
  - Sant'Antioco
  - San Pietro
  - Isola Piana
  - Isola del Toro

### Tirensko morje
Dežela Lacij: 
- Pontinsko otočje
  - Ponza
  - Ventotene
  - Santo Stefano
  - Palmarola
  - Zannone
  - Gavi

Dežela Kampanija: 
- Neapeljsko otočje
  - Flegrejsko otočje
    - Ischia
    - Procida
    - Vivara
    - Nisida

  - Capri
- Licosa

Dežela Kalabrija: 
- Dino
- Cirella

Dežela Sicilija:
- Ustica
- Eolsko otočje
  - Alicudi
  - Filicudi
  - Lipari
  - Panarea
  - Salina
  - Stromboli
  - Vulcano

Dežela Sardinija: 
- Otočje Tavolare
  - Tavolara
  - Molara
- Figarolo
- Mortorio
- Soffi
- Magdalensko otočje
  - La Maddalena
  - Caprera
  - Santo Stefano
  - Santa Maria
  - Razzoli
  - Budelli
  - Spargi
- Isola dei Cavoli
- Serpentera

### Med Ligurskim in Tirenskim morjem
Dežela Toskana: 
- Toskansko otočje
  - Gorgona
  - Capraia
  - Elba
  - Pianosa
  - Montecristo
  - Giglio
  - Giannutri
  - Formiche di Grosseto

### Ligursko morje
Dežela Ligurija: 
- Palmaria
- Tino
- Tinetto
- Bergeggi

## Jezerski otoki
- Lago di Bolsena
  - Isola Bisentina
- Lago di Como
  - Isola Comacina
  - Isola Martana
- Lago di Garda
  - Isola del Garda
  - Isola di San Biagio
  - Isola dell'Olivo
  - Isola del Sogno
  - Isola del Trimelone
- Lago d'Iseo
  - Montisola
- Lago Maggiore
  - Isole Borromee
    - Isola Bella
    - Isola Madre
    - Scoglio della Malgera
    - Isola dei Pescatori (ali Isola Superiore)
    - Isolino di San Giovanni

  - Castelli di Cannero
  - Isolino Partegora
- Lago d'Orta
  - Isola San Giulio
- Lago Trasimeno
  - Isola Polvese
  - Isola Maggiore
  - Isola Minore

## Rečni otoki
- Tibera

- Isola Tiberina